# ایزه‌کورت-لو-با
ایزه‌کورت-لو-با (به فرانسوی: Aizecourt-le-Bas) یک کمون و dwelling place در فرانسه است که در Canton of Roisel واقع شده‌است.

## خصوصیات
ایزه‌کورت-لو-با ۳٫۵۷ کیلومترمربع مساحت و ۵۹ نفر جمعیت دارد و ۱۲۰ متر بالاتر از سطح دریا واقع شده‌است.